# Campeonato de W Series de 2019
A Campeonato de W Series de 2019 foi a temporada inaugural da W Series, uma categoria feminina de corridas de Fórmula 3. O calendário contou com seis etapas. A piloto britânica Jamie Chadwick sagrou-se campeã.

## Seleção de pilotos

### Processo de seleção
Cinquenta e cinco pilotos foram inicialmente inscritas em uma lista longa de qualificação para a temporada de 2019, com mais seis adicionadas posteriormente. Uma avaliação foi realizada em Wachauring em Melk, Áustria, de 26 a 28 de janeiro, com os juízes da série — incluindo David Coulthard, Alexander Wurz e Lyn St. James — selecionando uma lista de pilotos que iriam testar o Tatuus – Alfa Romeo T- 318. As pilotos completaram 10 "módulos" que testaram suas habilidades em corrida, preparação física, treinamento de mídia e argumentos de patrocínio, antes de uma série de corridas de eliminação final que decidiria os 28 pilotos que avançaram para a próxima fase no Circuito de Almería.
A fase final realizada entre 22 e 27 de março, que viu testes de condicionamento físico e análise de dados adicionais ao lado dos testes tradicionais, decidiria a escalação de 18 pilotos, bem como quatro pilotos reservas adicionais — que estarão de prontidão no caso de um piloto titular precisar ausentar-se.
O formato de avaliação atraiu dividiu opiniões entre as concorrentes. A piloto eliminada Charlotte Poynting classificou o processo de "confuso" e afirmou que os juízes "obviamente não estavam procurando as pilotos mais rápidas", enquanto a compatriota Caitlin Wood afirmou que a avaliação foi "tão justa quanto eles poderiam fazer".

### Pilotos eliminadas
Eliminadas antes da avaliação
- Amna Al Qubaisi
- Michelle Gatting
- Angelique Germann
- Michelle Halder
- Carmen Jordá
- Sheena Monk
- Carrie Schreiner

Eliminadas após avaliação
- Ayla Ågren
- Chelsea Angelo
- Carmen Boix
- Toni Breidinger
- Alessandra Brena
- Ivana Cetinich
- Veronika Cichá
- Courtney Crone
- Mira Erda
- Carlotta Fedeli
- Cassie Gannis
- Samin Gómez
- Fabienne Lanz
- Milla Mäkelä
- Alexandra Marinescu
- Marylin Niederhauser
- Lyubov Ozeretskovskaya
- Taegen Poles
- Charlotte Poynting
- Sharon Scolari
- Doreen Seidel
- Siti Shahkirah
- Sneha Sharma
- Inès Taittinger
- Bruna Tomaselli
- Hanna Zellers

Eliminadas após testes
- Natalie Decker
- Grace Gui
- Natalia Kowalska
- Stéphane Kox
- Francesca Linossi
- Milou Mets
- Shirley van der Lof
- Alexandra Whitley

### Pilotos qualificadas

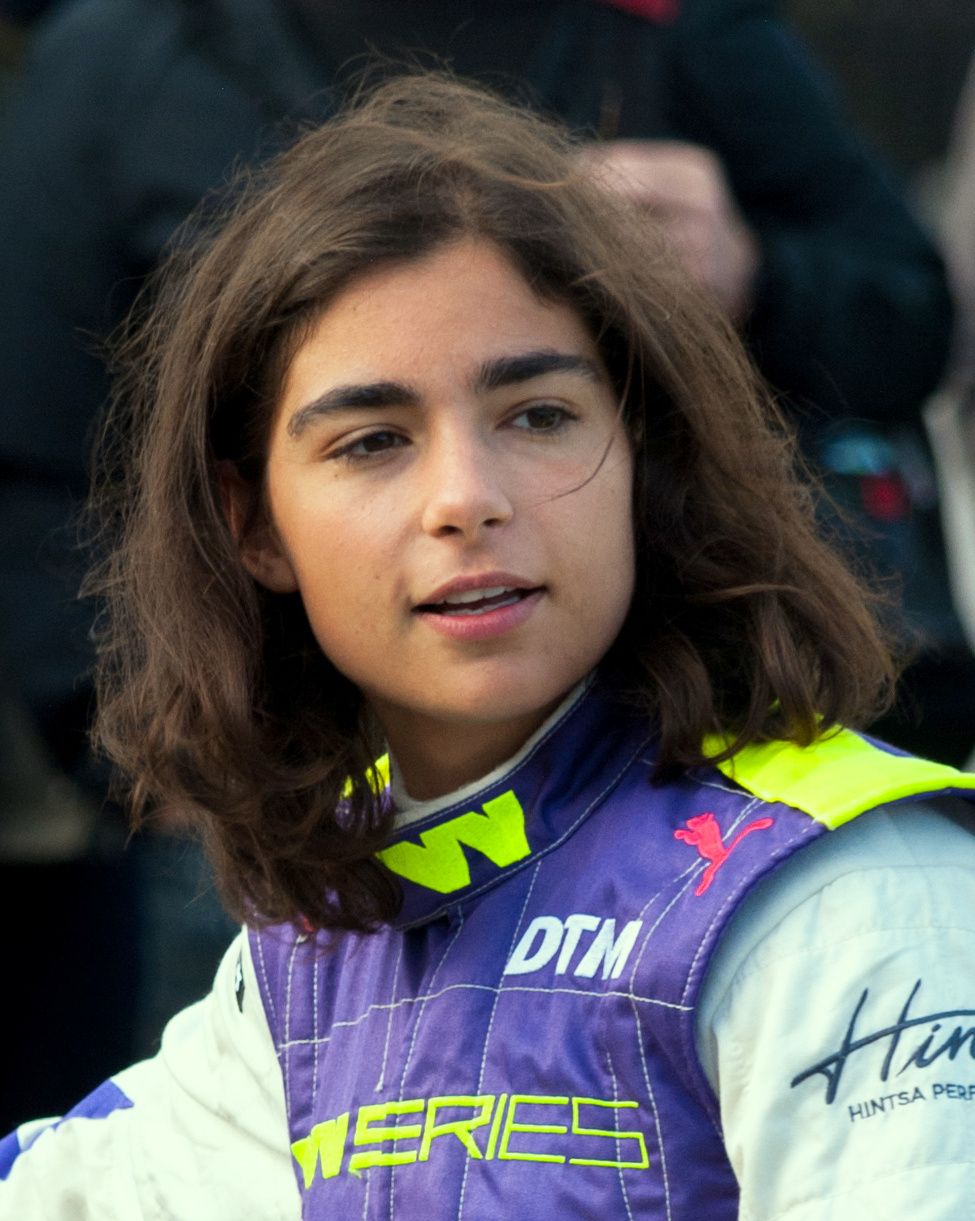
Jamie Chadwick: a piloto campeã de 2019

Todos os carros são operados pela Hitech GP.
| N.º    | Pilotos           | Classe | Etapas   |
| ------ | ----------------- | ------ | -------- |
| 2      | Esmee Hawkey      |        | Todas    |
| 3      | Gosia Rdest       |        | Todas    |
| 5      | Fabienne Wohlwend |        | Todas    |
| 7      | Emma Kimiläinen   |        | 1, 4–6   |
| 11     | Vicky Piria       |        | Todas    |
| 19     | Marta García      |        | Todas    |
| 20     | Caitlin Wood      |        | Todas    |
| 21     | Jessica Hawkins   |        | Todas    |
| 26     | Sarah Moore       |        | Todas    |
| 27     | Alice Powell      |        | Todas    |
| 31     | Tasmin Pepper     |        | Todas    |
| 37     | Sabré Cook        |        | Todas    |
| 49     | Megan Gilkes      | R      | 1–3, 5–6 |
| 55     | Jamie Chadwick    |        | Todas    |
| 58     | Sarah Bovy        | R      | 2–3, 6   |
| 67     | Shea Holbrook     |        | Todas    |
| 77     | Vivien Keszthelyi | R      | 2–4, 6   |
| 85     | Miki Koyama       |        | Todas    |
| 95     | Beitske Visser    |        | Todas    |
| 99     | Naomi Schiff      |        | Todas    |
| Fonte: |                   |        |          |

| Ícone | Class          |
| ----- | -------------- |
| R     | Piloto reserva |
| E     | Estreante      |
| C     | Convidado      |

## Calendário e resultados
Todas as seis etapas do campeonato foram disputadas em rodada única como evento de apoio ao Deutsche Tourenwagen Masters, com exceção da etapa no Circuito de Assen, nos Países Baixos.
| Etapa | Circuito             | Datas        | Pole position     | Volta mais rápida | Vencedora       | Descrição |
| ----- | -------------------- | ------------ | ----------------- | ----------------- | --------------- | --------- |
| 1     | Hockenheimring       | 4 de maio    | Jamie Chadwick    | Miki Koyama       | Jamie Chadwick  | Descrição |
| 2     | Circuit Zolder       | 18 de maio   | Jamie Chadwick    | Beitske Visser    | Beitske Visser  | Descrição |
| 3     | Misano World Circuit | 8 de junho   | Fabienne Wohlwend | Beitske Visser    | Jamie Chadwick  | Descrição |
| 4     | Norisring            | 6 de julho   | Marta García      | Emma Kimiläinen   | Marta García    | Descrição |
| 5     | TT Circuit Assen     | 20 de julho  | Emma Kimiläinen   | Emma Kimiläinen   | Emma Kimiläinen | Descrição |
| NC    | TT Circuit Assen     | 21 de julho  |                   | Sabré Cook        | Megan Gilkes    | Descrição |
| 6     | Brands Hatch         | 11 de agosto | Jamie Chadwick    | Emma Kimiläinen   | Alice Powell    | Descrição |

## Classificação do campeonato
Os pontos foram atribuídos aos dez primeiros classificados da seguinte forma:
| Posição de corrida | 1.ª | 2.ª | 3.ª | 4.ª | 5.ª | 6.ª | 7.ª | 8.ª | 9.ª | 10.ª |
| Pontos             | 25  | 18  | 15  | 12  | 10  | 8   | 6   | 4   | 2   | 1    |

| Pos. | Piloto            | HOC | ZOL | MIS | NOR | ASS | BRH | Pontos |
| ---- | ----------------- | --- | --- | --- | --- | --- | --- | ------ |
| 1    | Jamie Chadwick    | 1   | 2   | 1   | 3   | 3   | 4   | 110    |
| 2    | Beitske Visser    | 4   | 1   | 2   | 2   | 4   | 3   | 100    |
| 3    | Alice Powell      | 2   | 3   | Ret | Ret | 2   | 1   | 76     |
| 4    | Marta García      | 3   | 4   | 6   | 1   | 9   | 8   | 66     |
| 5    | Emma Kimiläinen   | Ret | WD  |     | 5   | 1   | 2   | 53     |
| 6    | Fabienne Wohlwend | 6   | 7   | 3   | 4   | 15  | 5   | 51     |
| 7    | Miki Koyama       | 7   | 8   | 4   | 6   | Ret | 20  | 30     |
| 8    | Sarah Moore       | 5   | 5   | 9   | Ret | 10  | 10  | 24     |
| 9    | Vicky Piria       | 15  | 9   | 5   | 12  | 8   | 6   | 24     |
| 10   | Tasmin Pepper     | 8   | 6   | 7   | 8   | Ret | 12  | 22     |
| 11   | Jessica Hawkins   | 11  | 13  | 15  | Ret | 7   | 7   | 12     |
| 12   | Sabré Cook        | 13  | 15  | 8   | 7   | 13  | 9   | 12     |
| 13   | Caitlin Wood      | 10  | 11  | 14  | 11  | 5   | 11  | 11     |
| 14   | Gosia Rdest       | 9   | Ret | 13  | 14  | 6   | 13  | 10     |
| 15   | Esmee Hawkey      | 12  | Ret | 11  | 9   | 11  | 16  | 2      |
| 16   | Naomi Schiff      | 14  | 10  | 18  | 10  | 12  | 15  | 2      |
| 17   | Vivien Keszthelyi |     | Ret | 10  | 13  |     | 14  | 1      |
| 18   | Shea Holbrook     | 16  | 12  | 16  | 15  | 16  | 17  | 0      |
| 19   | Sarah Bovy        |     | DNS | 12  |     |     | 19  | 0      |
| 20   | Megan Gilkes      | Ret | 14  | 17  |     | 14  | 18  | 0      |
| Pos. | Piloto            | HOC | ZOL | MIS | NOR | ASS | BRH | Pontos |

| Cor        | Resultado             |
| ---------- | --------------------- |
| Ouro       | Vencedor              |
| Prata      | 2.º lugar             |
| Bronze     | 3.º lugar             |
| Verde      | Terminou, nos pontos  |
| Azul       | Terminou, sem pontos  |
| Púrpura    | Ret – Retirou-se      |
| Vermelho   | NQ – Não qualificado  |
| Preto      | DSQ – Desqualificado  |
| Branco     | NL – Não largou       |
| Branco     | C – Corrida cancelada |
| Azul claro | AT – Apenas Treino    |
| Sem cor    | NP – Não participou   |
| Sem cor    | Les – Lesionado       |
| Sem cor    | EX – Excluído         |